# Civita Castellana
Civita Castellana è un comune italiano di 15 047 abitanti della provincia di Viterbo nel Lazio. È sorta sulle rovine di Falerii Veteres, città dei falisci di epoca arcaica.

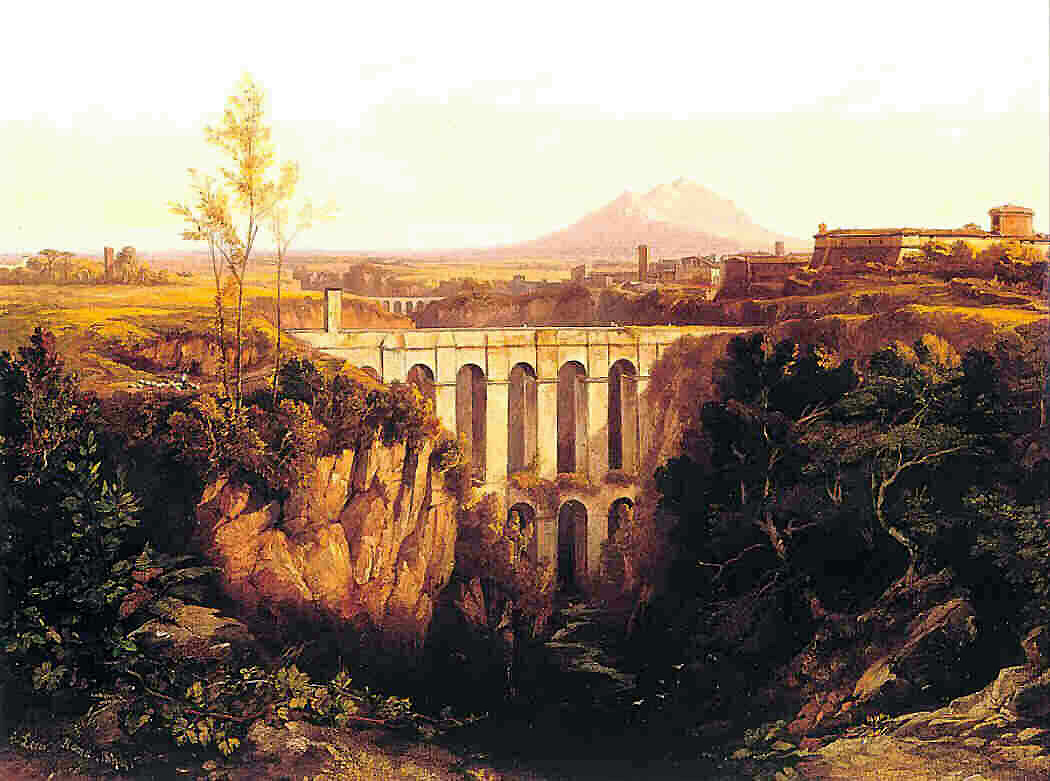
Civita Castellana in un dipinto di Edward Lear (1844)

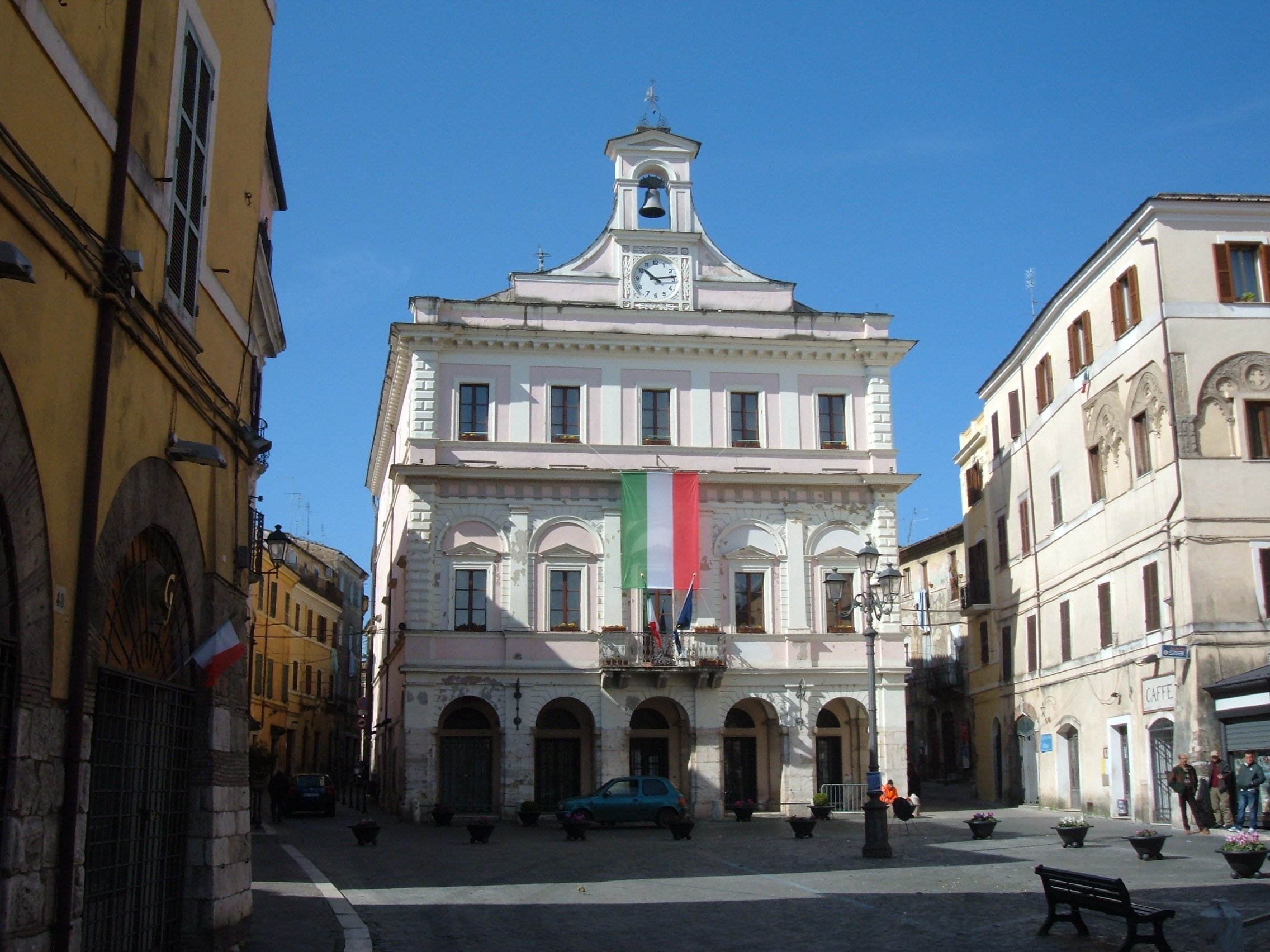
Palazzo comunale

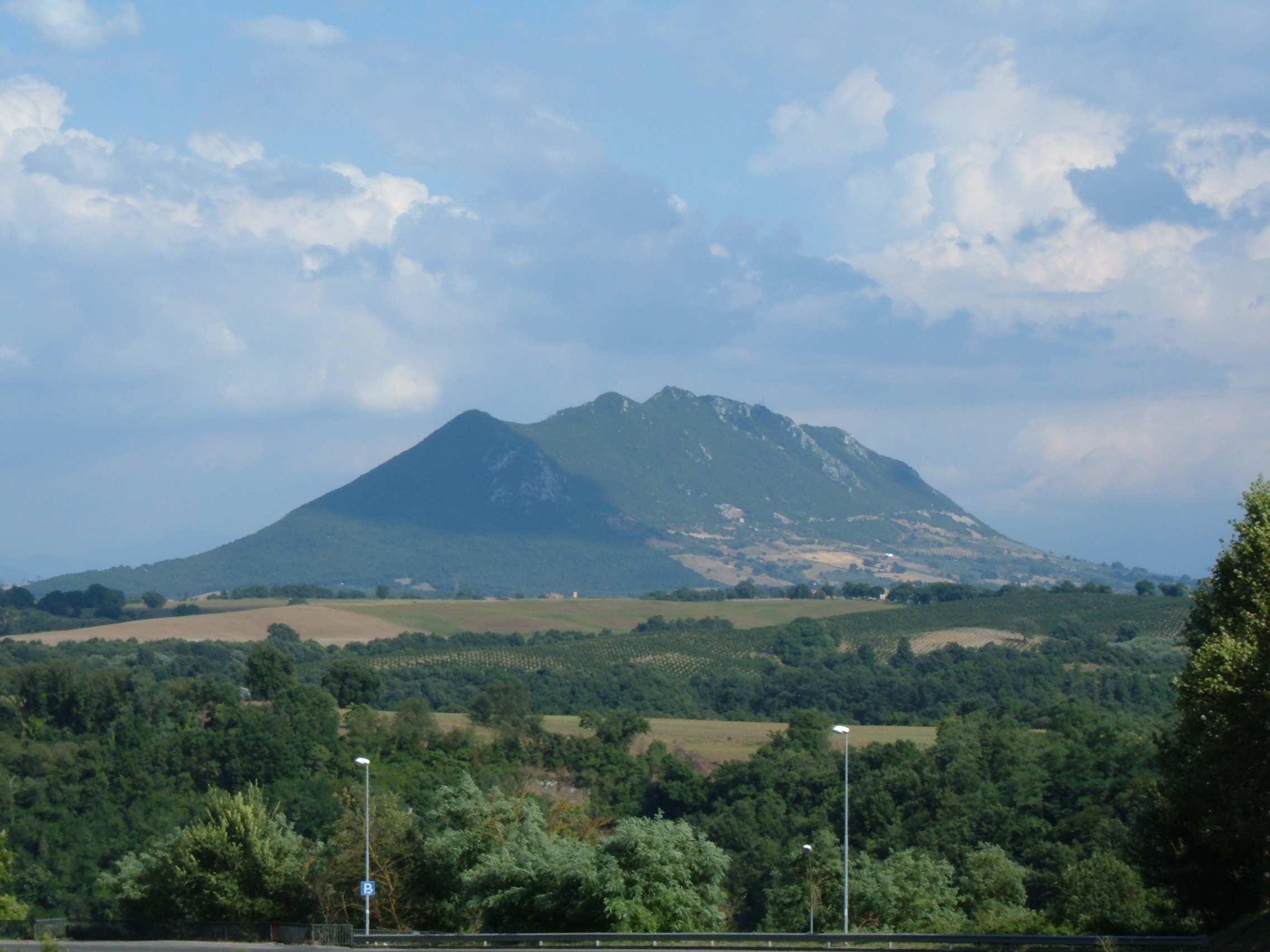
Monte Soratte visto da Civita Castellana

## Geografia fisica

### Territorio
La città è situata su uno sperone tufaceo, tra le profonde gole di due affluenti del Treja che raggiunge dopo poco la foce nel Tevere, non lontano dai Monti Cimini, lungo la via Flaminia nella Valle del Tevere. Si trova in una zona originata dalle eruzioni del vulcano Vicano che hanno generato il tufo rosso, che caratterizza il territorio. In seguito all'innalzamento dell'area, l'azione erosiva delle acque ha dato origine alle profonde gole che sono uno dei caratteri più suggestivi del paesaggio.
(Johann Wolfgang von Goethe, Italienische Reise)

### Clima
- Classificazione climatica: zona D, 1703 GR/G

## Origini del nome
Papa Gregorio V le attribuì il nome di civitas (città - cittadinanza), da cui "Civita". "Castellana" si riferisce al dominio che il luogo aveva sui castelli circostanti. Civita Castellana è conosciuta anche con il nome di Massa Castellania.

## Storia

### Leggenda
Secondo la leggenda fu il greco Halaesus o Aleso il fondatore di Falerii Veteres.
Figlio di Agamennone, re di Micene, e della bella schiava di guerra Briseide, già profondamente amata da Achille ed a lui sottratta con forza per Agamennone, fuggì dopo l'uccisione del padre, approdò sulle coste tirreniche e risalì il Tevere sino a Falerii Veteres.
Grandi scrittori del passato attribuiscono a lui le origini di questo territorio: 
(Ovidio, Fasti (IV,73))
Virgilio nell'Eneide, il suo commentatore postumo Servio Mario Onorato, ed altri ancora lasciano testimonianze di questo grande eroe greco.

### Preistoria
Nei pressi di Civita Castellana, tracce di frequentazione riferite ad epoca neolitica furono trovate nelle caverne lungo il margine sinistro del fosso di Fabbrece.
Nelle vicinanze delle caverne di Fabbrece sono ubicate le cavernette segnalate in località Fontibassi, dove sarebbe stata raccolta abbondante industria litica.
Tra i reperti di industria litica sono da segnalare la presenza in numerosi strumenti di ossidiana ed un frammento di ascia in pietra verde levigata; anche le punte di freccia e parte delle lame, sono state ricavate, da selce importata. Alcuni reperti sono esposti al museo delle civiltà di Roma. In epoca preistorica intima è la connessione con il Tevere la cui ampia vallata, la Valle del Tevere, ha avuto la remota funzione di viabilita' come tratturo di terra e fluviale, sia in senso longitudinale che trasversale della penisola.

### Epoca arcaica
La storia di Falerii Veteres oggi Civita Castellana in epoca arcaica coincide con quella dei Falisci, una popolazione di lingua simile al latino, che gravitava culturalmente tra le città arcaiche della Valle del Tevere degli etruschi, i capenati, dei veienti e quella dei latini. L'influenza etrusco-ellenica sulla civiltà falisca è riscontrabile sulla cultura materiale rinvenuta dai corredi funerari e dalla scrittura della lingua falisca, di origine proto-Latina con influenza etrusca.
La valle del Treja rappresentava per Falerii Veteres una fondamentale via di comunicazione per raggiungere il guado preistorico-arcaico del Tevere e la viabilita' antica dei centri arcaici di Foglia e Poggio Sommavilla.
Le prime tracce di questa civiltà provengono dagli scavi dell'antica Falerii Veteres, che aveva rapporti commerciali con tutto il bacino del Mediterraneo. La maggior parte dei ritrovamenti di grande valore si trovano nel museo nazionale etrusco di Villa Giulia in Roma e nel museo archeologico dell'Agro Falisco in Civita Castellana che raccolgono anche i reperti rinvenuti nell'area falisca circostante la città. Reperti provenienti dal territorio falisco anche in altri grandi musei come il Louvre di Parigi. Un popolo guerriero, quello dei Falisci, che si scontrò ripetutamente con la vicina Roma. Sconfitti nel 241 a.C., i Falisci furono letteralmente deportati dal sito fortificato di Falerii Veteres e costretti a fondare un'altra città su una piana distante cinque chilometri. La nuova città si chiamò Falerii Novi.

### Medioevo
Dopo un periodo di abbandono, la città tornò ad essere abitata, in seguito alle guerre gotiche e alle invasioni longobarde, dando vita a uno sviluppo urbanistico che ancora oggi conserva il suo tessuto medioevale. Falerii Veteres divenne così Civita Castellana. Nel corso dei secoli successivi Civita sarà il luogo dove papi come Clemente III e Adriano IV troveranno rifugio in situazioni di estremo pericolo.
Sul finire del secolo XII fu signoria di Giovanni dei Papareschi Senatore di Roma e durante il periodo del Basso Medioevo ci furono lotte tra due famiglie: i Prefetti di Vico e i Savelli, fino a quando, nel 1426, la Santa Sede non riaffermò la propria giurisdizione.

### Rinascimento
Da quel momento la città seguì le sorti dello Stato della Chiesa e molti furono i papi che nel corso degli anni la visitarono e vi soggiornarono. Tra questi Alessandro VI, Giulio II, Pio VI. Fu sotto il pontificato di Alessandro VI Borgia che iniziarono i lavori nel forte Sangallo. Era l'anno 1494.
L'evento più importante del XVI secolo invece, fu l'attacco che i Lanzichenecchi sferrarono a Civita Castellana nel 1527. Questi per ben due volte cercarono di impossessarsene, avendone compreso l'importanza strategica. La città però riuscì a resistere. Fu in tale occasione che l'archivio cittadino venne bruciato.
I secoli XVII e XVIII furono secoli di pace e così ci si preoccupò di realizzare alcune opere pubbliche. Nel 1589 venne realizzato ponte Felice sul Tevere, nel 1609 la variante della via Flaminia che saliva dalla Valle del fiume Treja fino al pianoro abitato, nel 1709 il ponte Clementino; il collegamento tra la Cassia e la Flaminia voluto da papa Pio VI risale invece al 1787.

### Epoca moderna
Le idee della rivoluzione francese ben presto si diffusero in tutta Europa, Italia compresa. L'espansionismo territoriale francese che ne seguì giunse anche a Civita Castellana tanto che il 5 dicembre 1798 le truppe francesi, guidate dal generale MacDonald e facenti parte dell'armata del generale Championnet, sconfissero in battaglia le truppe napoletane guidate dal generale Mack. L'anno seguente gli Aretini si unirono agli altri nemici dei francesi ed attaccarono Civita Castellana, prendendola il 25 agosto 1799. I francesi ben presto si riappropriarono della città, ma nel 1799 tornò a far parte dello Stato Pontificio. Cadde di nuovo sotto dominio francese nel 1809 quando Roma e il Lazio furono annesse all'Impero e rimase sotto controllo francese fino al 1814.
Nel 1831 fu la base da cui i soldati pontifici arrestarono i patrioti del generale Giuseppe Sercognani originariamente diretti a Roma, con scontri a Otricoli, Ponte Felice e Borghetto. Nel 1867 i garibaldini, diretti a Mentana adoperarono la ferrovia nella vallata sottostante, ma non salirono in città. 
Il 13 settembre del 1870 la città fu assalita da due delle cinque divisioni italiane dirette a prendere Roma. Civita Castellana era difesa da una compagnia di zuavi pontifici e da una compagnia di disciplina, per un totale di poco più di 200 uomini. 
Due battaglioni di bersaglieri furono mandati ad aggirare la città per tagliare ai Pontifici la ritirata, poi, alle 9 del mattino del 13 settembre, l’artiglieria da campagna del IV Corpo italiano aprì il fuoco sulla fortezza e sulle mura. Nel frattempo una compagnia del XXXV Bersaglieri guadò il Treja e s’inerpicò fino alla città, raggiungendo la piazza, seguita da un battaglione del 39º Fanteria. Fanti e Bersaglieri si infilarono nelle case adiacenti al Forte Sangallo e cominciarono a tirare dalle finestre. Dopo un po' il forte issò bandiera bianca e mandò un parlamentare. Si raggiunse subito un accordo e il comandante la piazza, il capitano conte Papi, si arrese con tutto il presidio. I Pontifici non ebbero perdite; gli Italiani sette feriti, uno dei quali morì nella notte. Presa la città, gli italiani proseguirono per Nepi, Monterosi, La Storta e Roma, mettendo fine al secolare potere della Chiesa e annettendo Civita Castellana al Regno d'Italia.
È nel secolo XIX che a Civita Castellana inizia una svolta economica ad opera di Giuseppe Trevisan, un imprenditore veneto che vi impianta le prime fabbriche di ceramica. Quella della ceramica è una vocazione antica, dovuta anche alla facile reperibilità dell'argilla presente nel luogo. Col passare degli anni, accanto al settore artistico si sviluppa anche quello industriale, che avrà il suo apice nel secondo dopoguerra. I settori di produzione sono i sanitari, seguono le stoviglierie. Nasce il distretto industriale che comprende anche i paesi limitrofi.
Nel gennaio 1944 la città fu bombardata dagli alleati.

### Simboli
Lo stemma e il gonfalone del Comune di Civita Castellana sono stati concessi con decreto del presidente della Repubblica del 19 novembre 1976.
(D.P.R. 19.11.1976, concessione di stemma e gonfalone)
La figura di un cavaliere tenente un vessillo è simbolo di indipendenza civica ed è ripreso da una scultura medioevale posta su un muro esterno della locale chiesa di Santa Maria del Carmine.
Il gonfalone è un drappo di rosso.

## Monumenti e luoghi d'interesse
Civita Castellana conserva un notevole patrimonio artistico e archeologico, infatti Falerii Veteres risulta essere uno dei principali siti delle età del ferro e del bronzo. È ricca di aree templari, di necropoli e di santuari.

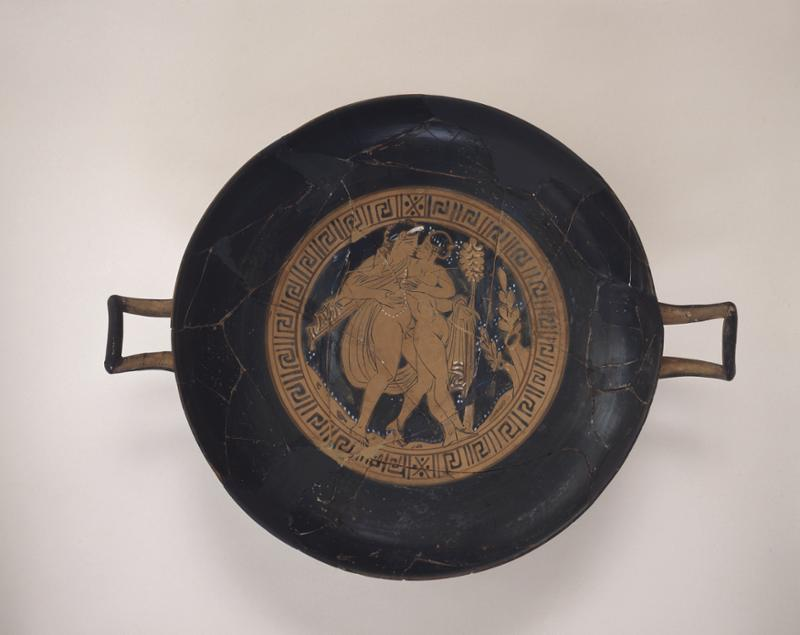
Kylix a figure rosse degli amanti 350 a.C. necropoli Coste di Manone nella valle del Tevere, Faleri Veteres, conservata al Penn Museum

### Architetture religiose
- Duomo, costruito dai Cosmati, con facciata del XII secolo e portico a grande arco centrale del 1210, arricchito da mosaici policromi in stile cosmatesco.[11]; la grande cripta è dei secoli VII e VIII.[12]
- Chiesa di Santa Maria del Carmine, già Santa Maria dell'Arco, del 1100, con campanile a bifore, a tre navate con colonne e capitelli diversi fra loro; monastero delle Clarisse di San Damiano con chiostro.
- Chiesa di San Francesco, già San Pietro, del XIII secolo, con tavola di Antoniazzo Romano del XV secolo e pala d'altare del 1531; chiostro con affreschi.
- Abbazia di Santa Maria in Faleri (sita nel territorio di Fabrica di Roma, in frazione Faleri), del 1200, cistercense con cinque absidi.
- Chiesa di San Gregorio del XIII secolo, a tre navate, con resti di affreschi quattrocenteschi; campanile con monofora e bifora.
- Chiesa di Sant'Antonio Abate, con affreschi rinascimentali.
- Chiesa e convento di Santa Susanna, del XIII secolo, con portico verso la frazione di Borghetto.
- Chiesa di Santa Maria delle Piagge, di origine medievale; conserva una Madonna con Bambino festeggiata la domenica in albis nei pressi di Porta Lanciana.
- Chiesa della Madonna delle rose, del XVI secolo su preesistenze altomedievali, tra via Ponte Ternano e largo Roma.
- Chiesa di San Giovanni Decollato, di fronte alla ex chiesa di San Benedetto, con campaniletto a bifora, oggi fioraio.
- Edicola della Madonna delle nevi del 1718, con affresco del XVII secolo, a piazza dei Martiri delle Fosse Ardeatine.
- Edicola con San Giorgio e il drago del XII secolo, a via Corsica 30.
- Affresco della Madonna col Bambino di fine '600, a via Garibaldi 4.
- Ex chiesa di San Giorgio, oggi museo della ceramica.
- Ex Chiesa di Santa Chiara, già delle monache, con elegante rosone in facciata in via Ferretti, oggi ospedale dei cronici.
- Ex chiesa del SS. Sacramento delle Clarisse francescane, oggi asilo e scuola elementare privata, di fronte alla chiesa del Carmine.
- Chiesa rupestre di San Cesareo diacono e martire, ambiente scavato nel tufo che si affaccia sul versante nord-occidentale del Colle del Vignale, a sud di Civita Castellana. Il toponimo è da considerarsi di origine medievale: un'epigrafe ricorda che nel 1210 i vescovi di Sutri, Nepi e Civita Castellana si riunirono in questa chiesa in occasione della consacrazione di due altari[13]. L'antichissimo culto di san Cesareo martire di Terracina fu portato dai benedettini; l'ecclesia beati Caesarij era vicinissima alla strada che un tempo collegava la città con la via Falisco-Latina.
- Nel centro storico sono presenti altre due chiese, sconsacrate, oggi abitazioni private.

### Architetture civili
- Palazzo Onorati del 1745.
- Palazzo Petroni-Trocchi del 1544, opera del fratello di Sangallo, con due portali a bugnato e stemmi. Vi alloggiarono diversi personaggi illustri.
- Palazzo Baroni, con affreschi degli Zuccari.
- Palazzo Montalto del XVI secolo, con affreschi.
- Palazzo comunale del XVI secolo.
- Palazzo Morelli del 1740.
- Ponte Clementino.
- Ponte Felice.
- Ex fabbrica Marcantoni, oggi divenuta Piazza Marcantoni.

### Architetture militari

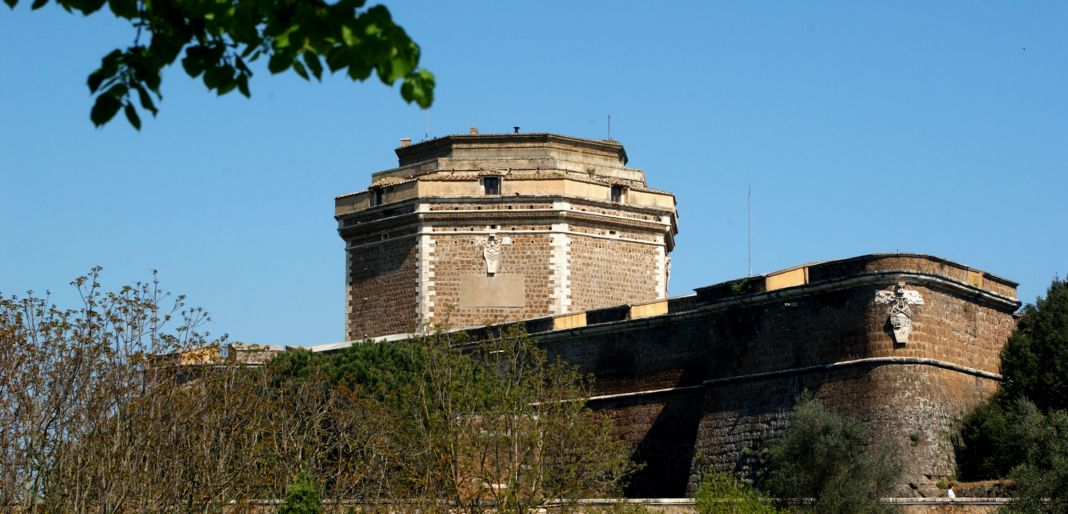
Forte Sangallo

- Il forte Sangallo, all'interno del quale si può visitare il museo archeologico dell'Agro Falisco, inaugurato nel 1977, che raccoglie reperti provenienti dall'antica Falerii Veteres e dalle zone limitrofe. Il forte Sangallo venne fatto costruire da Alessandro VI Borgia su un precedente edificio di età medioevale. Il progetto fu affidato ad Antonio da Sangallo il Vecchio e portato a termine dal nipote, Antonio da Sangallo il Giovane, sotto il pontificato di papa Giulio II. Il mastio ottagonale, il pozzo del cortile maggiore e il portone di accesso alla fortezza, risalgono al periodo di quest’ultimo pontefice. Interventi di restauro e di abbellimento ci furono con i pontefici successivi. Il forte fu non solo una architettura militare, ma anche una dimora papale; questo fino agli inizi dell’Ottocento, quando la funzione divenne quella di Casa di Reclusione, sia politica che normale. Il museo ospita reperti dalle numerose necropoli relative alla città preromana Falerii Veteres: ceramiche, bronzi, ornamenti, armi, forniti ai defunti per la vita ultraterrena. Altri centri testimoniati sono Corchiano e Narce, antico centro tra Calcata e Mazzano Romano. Materiali templari provengono dall'area del santuario di Giunone Curite (prima metà del VI secolo a.C.), mentre ai primi anni del V secolo a.C. appartengono i materiali del Tempio di Mercurio e di altri due templi situati sul Colle del Vignale, primo nucleo abitativo della città.
- Castello di Borghetto, dov'era la chiesa medievale di San Leonardo.

### Altro
- Porta di Giove, nel territorio di Fabrica di Roma in frazione Faleri.
- Porta Borgiana, sulla strada per Castel Sant'Elia.
- Via del Rivellino con porta medievale.
- Centro storico medievale con case e torri.
- Fontana dei Draghi del 1585.
- Meridiane e Palazzi con bifore.
- Monumento alla Vittoria di Silvio Canevari.
- Monumento ai caduti del mare.
- Monumento ai ceramisti.
- Monumento ai caduti in Africa.

### Siti archeologici
- Area archeologica di Vignale.
- Necropoli della via Amerina (insieme ai confinanti comuni di Fabrica di Roma, Castel Sant'Elia e Nepi).
- Necropoli di Coste di Manone, nella valle del Tevere.[14][15]
- Necropoli del Castellaccio.
- Necropoli di Celle.
- Necropoli della Penna.
- Necropoli di Terrano.
- Resti del Tempio di Giunone Curite.
- Resti del luogo di Culto del Ninfeo Rosa.

## Società

### Evoluzione demografica
Abitanti censiti

### Lingue e dialetti
Al tempo dei falisci era diffusa la lingua falisca, un idioma simile al latino che durò fino alla conquista della città da parte dei romani, che la sostituirono con la lingua latina. Nei secoli, il latino volgare si evolse nel dialetto locale, detto "civitonico"; quest'ultimo è variante dei dialetti italiani mediani affine alle parlate circumvicine e più in generale ai dialetti umbri, anche se con notevoli influssi romaneschi negli ultimi decenni: è presente quindi un rafforzativo sulla lettera "t" in quanto consonante occlusiva alveolare sorda, in questo caso la "t", spesso si trasforma in "d" (es. Ponte Clementino → Ponde Clemendino). Presente anche una marginale componente di leccese dovuta all'emigrazione avvenuta dal dopoguerra sino a metà degli anni Settanta.

## Cultura

### Istruzione

#### Biblioteche
- La Biblioteca Comunale Enrico Minio è stata insignita anche del Premio di Qualità da parte della Regione Lazio e dispone di alcune sezioni specializzate: ceramica, etruscologia, emigrazione italiana all'estero, linguistica e una sezione dedicata alla storia e cultura salentina, nonché molti volumi di letteratura classica straniera in lingua originale.

#### Musei
- Il museo della ceramica, che trovava collocazione all'interno del Palazzo Petroni Andosilla si è recentemente trasferito all'interno dell'istituto scolastico d'Arte di via Gramsci dove è stata recuperata l'antica chiesa di San Giorgio che è attualmente sede del museo. Esso sorse nel 1996 con lo scopo di esporre al pubblico opere ceramiche di vari periodi, prevalentemente appartenenti agli anni tra il '20 e il '60 del secolo scorso. All'interno del Museo sono esposti vasi, piatti, manufatti, piastrelle dipinte, che testimoniano la bravura dei più importanti maestri ceramisti locali.
- Museo archeologico dell'Agro Falisco.
- Moto dei Miti[17]

### Arte
Alla National Gallery di Londra è conservato un dipinto raffigurante Civita Castellana, realizzato da Édouard Bertin (1797-1871). Il dipinto è parte della prestigiosa Gere Collection.

### Musica
- Nel mese di luglio, si svolge il Civita Festival, con concerti di Musica classica, Barocca, Jazz, Musica Moderna, Opera e Balletto con artisti di fama internazionale.

### Piatti Tipici
- Frittelloni
- Scroccafusi

## Economia
Ben il 70% della ceramica sanitaria nazionale proviene da Civita Castellana ma, con la concorrenza dei paesi dell'Est, del Medio Oriente e, soprattutto, della Cina, il distretto, specie nel settore delle stoviglierie, sta conoscendo una crisi profonda.
Civita Castellana è anche un centro agricolo con produzione di tabacco e frumento e allevamento di bovini e ovini, la città possiede industrie estrattive (di tufo, travertino e argilla), industrie chimiche, meccaniche, della lavorazione del legno e, dalla fine del Settecento, delle ceramiche.
Tra le attività economiche più tradizionali vi sono quelle artigianali, come l'estrazione e la lavorazione del travertino, finalizzata ai settori dell'edilizia ed a quelli artistici.
Di seguito la tabella storica elaborata dall'Istat a tema Unità locali, intesa come numero di imprese attive, ed addetti, intesi come numero addetti delle unità locali delle imprese attive (valori medi annui).
|                   | 2015                  |                              |                            |                |                       |                     | 2014                  |                | 2013                  |                |
| ----------------- | --------------------- | ---------------------------- | -------------------------- | -------------- | --------------------- | ------------------- | --------------------- | -------------- | --------------------- | -------------- |
|                   | Numero imprese attive | % Provinciale Imprese attive | % Regionale Imprese attive | Numero addetti | % Provinciale Addetti | % Regionale Addetti | Numero imprese attive | Numero addetti | Numero imprese attive | Numero addetti |
| Civita Castellana | 1.414                 | 6,05%                        | 0,31%                      | 4.315          | 7,26%                 | 0,28%               | 1.429                 | 4.372          | 1.435                 | 4.476          |
| Viterbo           | 23.371                |                              | 5,13%                      | 59.399         |                       | 3,86%               | 23.658                | 59.741         | 24.131                | 61.493         |
| Lazio             | 455.591               |                              |                            | 1.539.359      |                       |                     | 457.686               | 1.510.459      | 464.094               | 1.525.471      |

Nel 2015 le 1.414 imprese operanti nel territorio comunale, che rappresentavano il 6,05% del totale provinciale (23.371 imprese attive), hanno occupato 4.315 addetti, il 7,26% del dato provinciale (59.399 addetti); in media, ogni impresa nel 2015 ha occupato tre persone (3,05).

## Infrastrutture e trasporti

### Strade
Civita Castellana è collegata tramite la Strada Provinciale 27 Faleriense a Fabrica di Roma, e tramite la strada provinciale 29 Cenciano a Corchiano.
La SS3 Flaminia proveniente da Roma, attraversa il territorio comunale di Civita Castellana, in direzione Borghetto oltrepassa il Tevere attraverso Ponte Felice collegando il comune di Civita Castellana al casello autostradale A1 di Magliano Sabina, prosegue in direzione Terni.

### Ferrovie
Il comune è servito da tre stazioni ferroviarie poste lungo la ferrovia Roma-Civita Castellana-Viterbo, gestita da ASTRAL: la stazione di Civita Castellana, la stazione di Catalano e la stazione di Pian Paradiso. Le stazioni sono servite dai collegamenti ferroviari gestiti da Cotral nell'ambito del contratto di servizio stipulato con la Regione Lazio.
Il comune di Civita Castellana è inoltre servito dalla stazione di Civita Castellana-Magliano, sulla ferrovia Firenze-Roma, gestita da Rete Ferroviaria Italiana (RFI). La stazione si trova nella frazione di Borghetto, nella Valle del Tevere è servita da treni regionali svolti da Trenitalia nell'ambito del contratto di servizio stipulato con la Regione Lazio.
Fra il 1906 e il 1932 era presente a Civita Castellana il capolinea nord della tranvia Roma-Civita Castellana, prolungata nel 1913 fino a Viterbo sotto forma di ferrovia a scartamento ridotto.

### Mobilità urbana
I trasporti pubblici urbani sono gestiti dalla società Vitertur, i trasporti interurbani vengono svolti con autobus gestiti dalla COTRAL.

## Amministrazione
Nel 1927, a seguito del riordino delle circoscrizioni provinciali stabilito dal regio decreto n. 1 del 2 gennaio 1927, per volontà del governo fascista, quando venne istituita la provincia di Viterbo, Civita Castellana passò dalla provincia di Roma a quella di Viterbo.
| Periodo | Periodo   | Primo cittadino    | Partito         | Carica                    | Note          |
| ------- | --------- | ------------------ | --------------- | ------------------------- | ------------- |
| 1995    | 1999      | Ermanno Santini    | centro-sinistra | Sindaco                   |               |
| 1999    | 2004      | Massimo Giampieri  | centro-destra   | Sindaco                   |               |
| 2004    | 2009      | Massimo Giampieri  | centro-destra   | Sindaco                   |               |
| 2009    | 2014      | Gianluca Angelelli | centro-sinistra | Sindaco                   |               |
| 2014    | 2019      | Gianluca Angelelli | centro-sinistra | Sindaco                   |               |
| 2019    | 2020      | Franco Caprioli    | centro-destra   | Sindaco                   | dimissionario |
| 2020    | 2020      | Fabio Geraci       |                 | Commissario Straordinario |               |
| 2020    | in carica | Luca Giampieri     | centro-destra   | Sindaco                   |               |

### Statuto municipale
Lo statuto municipale di Civita Castellana è giunto integro e completo con l'edizione del 1565 dopo essere stato approvato da papa Pio V ed è ripartito in sei libri con un totale di 337 rubriche e 56 riformanze scritte in lingua volgare. Dal proemio della stessa redazione si viene a conoscenza che sotto il pontificato di Sisto IV gli stessi statuti erano stati preparati dal cavaliere Giovanni Pannalfuccio e dai periti di legge Alessandro Petronio e Giovanni da San Lorenzo già nel 1470. Nel documento indirizzato ai "Dilectis filiis, Potestati, Consiiari et Communi Civitatis Castelanae" emanato da Innocenzo IV con data 8 novembre 1252, vi è la prova di un presumibile statuto già nella metà del XIII secolo, ma il documento più antico che accenna all'ordinamento civile di Civita Castellana è una bolla di Bonifacio IX che riporta la data del 15 ottobre 1398, in cui si parla del salario dei podestà.
Lo statuto è ripartito in sei volumi: Offizi, Civili, Malifizi, Dannidati, Straordinari e Pedagi.
- Libro I: Tavola degli Uffici, con 41 rubriche, ci presenza gli ordinamenti politici ed amministrativi della città.
- Libro II: Tavola dei Civili, con 54 rubriche, riguarda le leggi civili e le procedure da seguire nei giudizi delle stesse.
- Libro III: Tavola dei Malefici, con 81 rubriche, è il codice di leggi e procedure penali.
- Libro IV: Tavola dei Danno Dato, con 59 rubriche, considera i fatti speciali perseguiti dalla legge e che oggi conosciamo come i delitti.
- Libro V: Tavola del libro De Straordinari, con 105 rubriche, è un complesso di norme di vita locale.
- Libro VI: Tavola delle Riformanze, con 56 riformanze che esprimono il vero concetto dell'ordinamento politico ed amministrativo della città.

## Sport

### Atletica leggera
- Squadra di atletica leggera A.S.D. Alto Lazio Colavene

### Calcio
- A.S.D. Flaminia Civita Castellana

### Ciclismo
- Squadra ciclistica Flaminia

### Pallavolo
- A.S.D. Junior Volley Civita Castellana che nel 2019-2020 milita nel campionato maschile di Serie B.[27]

### Rugby
- Amatori Rugby Civita Castellana dalla stagione 2020-2021 fa parte della franchigia LIONS ALTO LAZIO e partecipa al campionato maschile di serie B.[28]